# Dmytro Kyrpuljans'kyj
Dmytro Kostjantynovyč Kyrpuljans'kyj (in ucraino Дмитро Костянтинович Кирпулянський?; Makiïvka, 2 giugno 1985) è un pentatleta ucraino.

## Palmarès
In carriera ha conseguito i seguenti risultati:
- Mondiali:

Budapest 2008: argento nel pentathlon moderno a squadre.
Londra 2009: bronzo nel pentathlon moderno individuale.
- Europei:

Bath 2015: oro nella staffetta.